# سیارک ۲۵۶۴۵
سیارک ۲۵۶۴۵ (به انگلیسی: 25645 Alexanderyan، نامگذاری:2000AZ73)۲۵۶۴۵مین سیارک کشف شده‌است که در ۰۵ ژانویه ۲۰۰۰ کشف شد.